# Ларкин, Томас
То́мас Ла́ркин (англ. и итал. Thomas Larkin, род. 31 декабря 1990, Лондон) — итальянский и американский хоккеист английского происхождения, защитник. В настоящее время является игроком клуба «Адлер Мангейм», выступающего в Немецкой хоккейной лиге.

## Карьера

### Клубная
Будучи учеником академии Филлипса в Эксетере, выступал за хоккейную команду академии с 2007 по 2009 годы. После поступления в университет Колгейта записался в его хоккейный клуб, выступая в лиге ECAC Hockey. В 2012 году впервые вошёл в символическую сборную чемпионата.

### В сборной
За юношескую сборную Италии выступал с 2007 по 2008 год на чемпионатах мира. В 2011 году дебютировал за основную сборную на чемпионате мира в первом дивизионе, на основном чемпионате мира сыграл в 2012 году.

## Личная жизнь
Отец американец, мать итальянка. Проживает с семьёй с трёх лет в Варесе.